# Chang Chiou-chien
Chang Chiou-chien (chinesisch 張邱春, Pinyin Zhāng Qiūchūn; * 17. Juni 1946 in Taiwan) ist ein taiwanischer Ministerialbeamter, der unter anderem von 2008 bis 2011 stellvertretender Minister für Verkehr und Kommunikation war.

## Leben
Chang Chiou-chien begann nach dem Schulbesuch ein Studium an der Abteilung für Verkehr und Kommunikation der Cheng-Kung-Nationaluniversität (NCKU), das er 1969 mit einem Bachelor beendete. Er war Berater im Ministerium für Kommunikation (MOC), aus dem am 31. Juli 1991 das Ministerium für Verkehr und Kommunikation (MOTC) hervorging. Nachdem er von 1994 bis 1996 erstmals Exekutivsekretär des Ausschusses für Verkehrssicherheit war, fungierte er zwischen 1996 und 1998 zum ersten Mal als Chefsekretär des Ministeriums für Verkehr und Kommunikation. Im Anschluss war er von 1998 bis 2001 erneut Exekutivsekretär des Ausschusses für Verkehrssicherheit sowie gleichzeitig zwischen 2000 und 2001 Ingenieurexperte des MOTC und daraufhin von 2001 bis 2008 noch einmal Chefsekretär des MOTC.
2008 wurde Chang stellvertretender Minister für Verkehr und Kommunikation und war als solcher bis 2011 unter Minister Mao Chi-kuo zuständig für Verwaltungsangelegenheiten des Ministeriums.

## Weblink
- CHANG, CHIOU-CHIEN (S. 343), in: Who’s Who in the ROC (Memento vom 20. Oktober 2016 im Internet Archive)